# فولمرسوایلر
فولمرسوایلر (به آلمانی: Vollmersweiler) یک شهر در آلمان است که در گرمرسهایم واقع شده‌است. فولمرسوایلر ۲۲۶ نفر جمعیت دارد.